# 前236年
| 千纪： | 前1千纪 |
| 世纪： | 前4世纪 \| 前3世纪 \| 前2世纪                                                                                         |
| 年代： | 前260年代 \| 前250年代 \| 前240年代 \| 前230年代 \| 前220年代 \| 前210年代 \| 前200年代                               |
| 年份： | 前241年 \| 前240年 \| 前239年 \| 前238年 \| 前237年 \| 前236年 \| 前235年 \| 前234年 \| 前233年 \| 前232年 \| 前231年 |
| 纪年： | 齊王建二十九年 趙悼襄王九年 魏景湣王七年 韓王安三年 秦王政十一年 楚幽王二年 衛君角六年 燕王喜十九年                   |

## 大事记
- 秦王乘趙國進攻燕國之際，派王翦、桓齮、楊端和分兩路大軍攻趙，攻佔了趙國的閼與（今山西和順）、撩陽（今山西左權）、鄴（今河北磁縣南鄴鎮）和安陽（今河南安陽西南）等9座城池城，趙國的實力大減[1]。
- 趙悼襄王薨，子趙幽繆王遷立。其母，倡也，嬖於悼襄王，悼襄王廢嫡子趙代王而立之。遷素以無行聞於國。
- 托勒密三世指定厄拉多塞為亞歷山大圖書館管理員兼館長。